# Ljudmila Ulitskaja
Ljudmila Jevgenjevna Ulitskaja (ryska: Людмила Евгеньевна Улицкая), född 21 februari 1943 i Davlekanovo i Basjkirien (Ryska SFSR i Sovjetunionen), är en rysk författare. Hennes romaner är översatta till en mängd språk och hon är flerfaldigt prisbelönad. Hennes namn lyfts ofta fram i Nobelprisspekulationer. Av den ryska regimen blev hon 2024 stämplad som utländsk agent och hennes böcker får inte längre tillhandahållas i Ryssland.

## Biografi
Ljudmila Ulitskaja är född nära Uralbergen, i en akademisk judisk familj, men växte upp i Moskva. Hon studerade biologi med inriktning genetik vid universitetet i Moskva. Hon avskedades från genetiska institutionen efter att ha arbetat med en underjordisk kopia av en Leon Uris-roman.
Hon var fram till 1982 verksam vid judiska teatern i Moskva. Därefter började hon skriva för teater och film. Hon har gett ut ett flertal romaner och novellsamlingar och även barnböcker.  Hon skriver inte direkt antisovjetiskt men har gjort sig känd som regimkritiker – inte minst under Putins styre.
Efter invasionen av Ukraina 24 februari 2022 har hon beskrivit en situation som orsakats av "en enda mans och hans lojala medbrottslingars galenskap" men som också håller alla som betraktar kriget stående utanför som medansvariga. Efter Rysslands invasion av Ukraina valde hon att lämna landet och bosätta sig i Berlin.

## Författarskap
I Ljudmila Ulitskajas författarskap skildras den ryska historien från tiden före revolutionen till Sovjetunionens fall, genom olika huvudpersoners livsöden. Hennes böcker präglas snarare av saklighet och fristående observation än av dialog. Hennes berättarton jämförs med John Steinbeck, Doris Lessing och Julian Barnes.
Sonetjika är en kort roman om en kvinna med stark läshunger och som såsom bibliotekarie har möjlighet att genom läsningen och trots olika umbäranden bygga en skyddande tillvaro. Hon gifter sig med en äldre konstnär som förpassas till arbetsläger under många år, och hon tar själv hand om deras dotter. Genom idogt arbete och försakelser lyckas hon med förnöjsamhet skapa en god tillvaro för sin lilla familj som också kommit att omfatta en adoptivdotter. Denna blir så småningom makens älskarinna, vilket Sonetjika stillsamt accepterar. I hög ålder kan hon återvända till läsningens njutningar.
I En munter begravning skildras en New York-konstnär, dödssjuk i den ALS som gjort honom totalförlamad. Han är av ryskjudiskt ursprung och omges av hustrun, älskarinnor och ett flertal vänner – de flesta med rysk bakgrund – som turas om med att vaka och passa upp. Samtidigt som det oundvikliga slutet nalkas äger dramatiska världshändelser rum genom Sovjetunionens sönderfall.
Det gröna tältet beskriver tre unga män i det Sovjetunionen som under 1960- och 1970-talen började vackla. De har fostrats av en lärare som inpräntat "Litteraturen är det enda som hjälper människan att överleva och försona sig med tiden". De blir med tiden alla dissidenter, och författaren skildrar dissidentrörelsen med inkännande och ironi. Många andra personers livsöden skildras i novellaktiga avsnitt av romanen.
I Jakobs stege använder författaren brev som hennes farfar skrivit och för in dessa i handlingen. Huvudpersonen Nora berättar om sitt liv; året är 1975 och hon har en liten son. Hon finner brev som hennes farfar Jakov, medlem av en rik judisk släkt, skrivit till farmodern från fånglägervistelser under Stalintiden. Kronologiskt börjar handlingen i Kiev 1911, med judeförföljelser och revolutionsidéer, och slutar hundra år senare. Då har även Nora blivit farmor och ser sin plats i den långa släkthistorien som en del av hela mänsklighetens historia. Sovjetunionen har bildats och upplösts. Hon skriver den bok som blir Jakobs stege.
Daniel Stein, tolk har en verklighetsbakgrund och bygger på Oswald Rufeisens liv. Stein föds i en judisk familj i Polen på 1920-talet, och slutar sina dagar som katolsk munk i Israel på 1990-talet. Han har under sitt liv många roller, som bland annat tolk åt Gestapo, krigsförbrytare och krigshjälte. Boken är ett collage av brev, dagböcker, intervjuer och predikningar, en del autentiska, andra uppdiktade. Människorna som passerar förbi i romanen har olika trosuppfattningar och befinner sig i olika livsmiljöer, från ett getto i Belarus 1942 till Hebronmassakern i Israel 1994.
Bara pest har verklighetsbakgrund i ett mindre böldpestutbrott 1939. Efter att en forskare som anlänt till Moskva visat sig insjukna i böldpest genomförs en Intensiv smittspårning, och identifierade kontakter hämtas nattetid i svarta bilar och förs till karantän. Dessa är förvissade om att de ska arresteras som led i Stalins terror, den verkliga pesten. Verket skrevs 1988 ursprungligen som ett filmmanus. Under den aktuella coronapandemin återfann författaren sin text och insåg hur relevant den är även i sitt nutida sammanhang.